# 庵逧典章
庵逧 典章（あんざこ のりあき、1949年 - ）は、日本の政治家。兵庫県佐用町長（5期）。
関東学院大学工学部を卒業。一級建築士の資格を持つ。5選目は無投票で当選した。

## 経歴
- 1982年　佐用町入庁
- 1993年　佐用町助役
- 2001年　佐用町町長就任　現在に至る

## 実績
- 2005年　佐用町・上月町・南光町・三日月町と合併して2代目佐用町を発足
- 2006年　2代目の町章を制定